# Gletschergrab
Gletschergrab (englisch: Operation Napoleon, isländisch: Napóleonsskjölin) ist ein isländischer Kriminalthriller unter der Regie von Óskar Þór Axelsson, mit Vivian Ólafsdóttir, Jack Fox und Iain Glen in den Hauptrollen, der auf dem gleichnamigen Bestseller von Arnaldur Indriðason basiert.

## Handlung
Der Film erzählt die Geschichte von Kristín, einer ehrgeizigen Anwältin, die in eine unerwartete Abfolge von Ereignissen hineingezogen wird, als ihr Bruder Elías auf dem Gipfel des Vatnajökull auf ein Flugzeugwrack aus dem 2. Weltkrieg stößt. Elías und seine beiden Freunde schaufeln einen Zugang zum Wrack. Darin entdeckt und fotografiert Elías die gefrorenen Leichen von uniformierten Nazis und eines amerikanischen Piloten, die Aufnahmen schickt er an Kristín. Die Freunde bleiben nicht lange allein, der CIA-Vizechef William Carr hat ein Team der US-Armee geschickt. Elías Freunde werden kurzerhand ermordet, nur Elías kann fliehen. Das US-Team findet sein Handy und damit den Kontakt zu seiner Schwester.
Als Kristín zu Hause die Aufnahmen aus dem Wrack sieht, bekommt sie ungebetenen Besuch von einem Klienten. Dann klingelt ein CIA-Agent, Simon, der den Klienten tötet; in Panik flieht Kristín und entkommt barfuß. Sie sucht ihre Freundin Rosa auf und zeigt ihr die Aufnahmen vom Wrack. Sie weiß nun, dass ihr Bruder ihre Hilfe braucht. Ein Codewort Operation Leon und eine Internet-Recherche führen sie zum Historiker Steve Rush, einem Experten für isländische Geschichte im Zweiten Weltkrieg. Kristín war einmal mit ihm liiert und sucht ihn in einer Kneipe auf. Steve kennt die Legende der Operation Napoleon, wie das Codewort richtig heißt, sie handelt von einem deutschen Flugzeug mit einer geheimnisvollen Fracht, die im Zweiten Weltkrieg von Bedeutung war. Doch Simon hat sie aufgespürt und nun fliehen Kristín und Steve gemeinsam.
Die beiden versuchen, mehr über die Lage des Flugzeugwracks herauszufinden, damit Kristín ihrem Bruder helfen kann. Offenbar hat das US-Militär unter General Carr schon mehrmals Übungen am Vatnajökull durchgeführt. Steve vermutet eine verdeckte Suche nach dem Flugzeug und schlägt vor, Archiv-Unterlagen der US-Botschaft zu sichten, zu denen er beruflich Zugang hat. Während der Archivsuche müssen sie erneut fliehen, Simon ist ihnen dicht auf den Fersen. Steve findet heraus, dass ein ehemaliger US-Pilot, Leo Stiller, noch in Island lebt. Sie fahren zu ihm, finden aber nur noch seine Frau Sarah Steinkamp vor. Sie berichtet von langjährigen Recherchen und von Funden am Vatnajökull, die die Legende der Operation Napoleon bestätigen. Offenbar hat eine Person den Flugzeugabsturz überlebt. Erstmals taucht außerdem eine Verbindung zur CIA auf. Sarah rät den beiden, zum Bauern Einar zu gehen, den sie von Suchaktionen kennt. Simon erscheint mit einem Team, Kristín wird angeschossen, kann aber mit Steve knapp entkommen. 
In der Zwischenzeit demontiert das US-Team das Flugzeugwrack und transportiert es ab. Sie haben auch Elías auf dem Gletscher gefunden und in ihr Lager gebracht. Carr bestimmt, dass er am Leben bleiben solle, bis sie seine Schwester in ihrer Gewalt hätten. William Carr sucht bei Einar nach Hinweisen zur geheimnisvollen Operation Napoleon, doch Einar ist ihm keine Hilfe.
Steve bringt Kristín zu ihrem Vater Jóhannes, der sie auf einem Boot versteckt. Jóhannes war Alkoholiker, was sein Verhältnis zu Kristín immer noch schwer belastet. Über den Seeweg bringt Jóhannes die beiden in die Nähe von Einars Bauernhof. Einar hilft Steve und Kristín, er bestätigt den Absturz des deutschen Flugzeugs und die Suchaktionen des US-Militärs. Einars Vater wurde wahrscheinlich wegen seines Wissens von William Carr vergiftet. Schließlich gibt Einar den Hinweis auf eine Höhle an einem Gletscherfluss, die als Versteck für den Überlebenden des Absturzes in Frage kommt.
Kristín fährt mit einem Schneemobil allein zur Höhle und entdeckt die Leiche des damals überlebenden Nazis sowie eine Mappe mit Dokumenten. Nun fährt sie an den Vatnajökull. Mit einer Signalpistole macht sie auf sich aufmerksam und wird vom US-Team zum Lager gebracht. Sie verspricht Carr, ihm den Fundort der Dokumente zu zeigen, und Carr lässt ihren Bruder gehen. Plötzlich taucht auch Steve am Lager auf, um Kristín zu helfen, was ihm aber misslingt. Es scheint alles verloren, als Einar überraschend auftaucht und aus dem Hinterhalt die Leute des US-Teams erschießt. Carr kann mit Kristín als Schutzschild ins Flugzeug entkommen; Einar erzwingt mit einem Schuss den Abbruch des Abflugs und eine Notlandung. Schließlich erschießt er auch William Carr; Kristín und Steve sind gerettet.
Steve untersucht die Dokumente und lüftet das Geheimnis der Operation Napoleon. Im Flugzeug war eine Delegation von Deutschen und Amerikanern unterwegs, um kurz vor Kriegsende Hitlers Exil in Südamerika vorzubereiten. Im Gegenzug für Hitlers Flucht sollten die Amerikaner die Dokumente mit dem Standort des Zugs von Waldenburg erhalten und damit einen ungeheuren Schatz. Diesen Schatzplan hatte Carr heimlich gesucht, und nun wollen Steve und Kristín gemeinsam mit Einar den Schatz selbst heben. Sie fliegen nach Polen. Mit im Flugzeug ist auch Simon.

## Rezeption

### Kritik
Salvör Gullbrá Þórarinsdóttir von der Wochenzeitschrift Heimildin gab dem Film drei Sterne und nannte ihn einen „professionell geflochtenen Hollywood-Streifen auf einem isländischen Gletscher“. Wall Müller vom NDR bezeichnete den Film als „nicht mehr als solide Krimi-Kost“, empfahl jedoch aufgrund „der atemberaubenden Landschaft“ und „der coolen weiblichen Heldin“ den Gang ins Kino. Lutz Granert von Filmstarts zieht in seiner Filmkritik folgendes Fazit: „Die Verfilmung von Arnaldur Indriðasons gleichnamigen Thriller ist zwar immer wieder tempo- wie actionreich und spannend erzählt – aber auch spürbar darum bemüht, das Publikum mit kreativen Einfällen bloß nicht zu vergrätzen. Diese Mischung geht leider nicht ganz auf: Eine eigene Handschrift entwickelt „Gletschergrab“ zu keiner Zeit.“

### Zuschauerzahlen
Der Film lief seit dem 3. Februar 2023 in den Kinos und war im Mai 2023 der zweitmeistgesehene isländische Film des Jahres in Island.